# Giljarovia tenebricosa
Espèce
Synonymes
- Nemastoma tenebricosum Redikortsev, 1936

Giljarovia tenebricosa est une espèce d'opilions dyspnois de la famille des Nemastomatidae.

## Distribution
Cette espèce se rencontre en Azerbaïdjan dans le raion de Zaqatala, en Géorgie, en Turquie dans la province d'Artvin et en Russie dans le kraï de Krasnodar et en Adyguée.

## Description
Le mâle holotype mesure 1,65 mm.
Les mâles mesurent de 1,5 à 1,8 mm et les femelles de 1,4 à 1,9 mm.

## Systématique et taxinomie
Cette espèce a été décrite sous le protonyme Nemastoma tenebricosum par Redikortsev en 1936. Elle est placée dans le genre Giljarovia par Martens en 2006.

## Publication originale
- Redikortsev, 1936 : « Материалы к фауне Опилионес СССР - Materialy k faune Opiliones SSSR - Beiträge zur Opilioniden-Fauna von U.S.S.R. » Proceedings of the Zoological Institute of the Russian Academy of Sciences, vol. 3, p. 33–57.